# Пожупинка
Пожупи́нка — река в Киришском районе Ленинградской области России. Берёт начало в болоте в 2 км к юго-западу от деревни Струнино на границе Киришского и Тихвинского районов. В районе деревни Кукуй впадает справа в реку Пчёвжу (приток Волхова). Длина — 35 км, площадь водосборного бассейна — 311 км².
На берегу Пожупинки находятся деревни Смирник, Луг, Кукуй. Верхняя часть русла Пожупинки проходит в непосредственной близости от железнодорожной ветки Будогощь — Тихвин Октябрьской железной дороги.
В XIX и начале XX века, обозначалась, как Пожутинка и Пожутина.